# Кингстон (остров Норфолк)
Ки́нгстон (норфолк. Daun a'Taun; англ. Kingston) — столица австралийской южно-тихоокеанской внешней территории Остров Норфолк.
Посёлок был основан 6 марта 1788 года (всего через полтора месяца после основания британской колонии Новый Южный Уэльс) лейтенантом Филипом Гидли Кингом в составе небольшой группы из 22 будущих поселенцев (15 из которых были заключённые: 9 мужчин и 6 женщин). Первоначально назывался Сидней, в честь Томаса Таунсенда, 1-го виконта Сиднея, министра внутренних дел Британской империи и покровителя Первого флота.

## Климат
| Показатель                                                                                   | Янв. | Фев. | Март | Апр. | Май | Июнь | Июль | Авг. | Сен. | Окт. | Нояб. | Дек. | Год  |
| -------------------------------------------------------------------------------------------- | ---- | ---- | ---- | ---- | --- | ---- | ---- | ---- | ---- | ---- | ----- | ---- | ---- |
| Средний суточный максимум, °C                                                                | 26   | 25   | 24   | 23   | 21  | 19   | 18   | 18   | 19   | 21   | 22    | 24   | 21,7 |
| Средний суточный минимум, °C                                                                 | 19   | 20   | 19   | 18   | 16  | 16   | 14   | 13   | 14   | 16   | 17    | 18   | 16,7 |
| Норма осадков, мм                                                                            | 84   | 109  | 94   | 127  | 145 | 140  | 155  | 137  | 94   | 94   | 66    | 86   | 1331 |
| Источник: «Weatherbase: Historical Weather for Kingston, Norfolk Island». Weatherbase. 2011. |      |      |      |      |     |      |      |      |      |      |       |      |      |

## Инфраструктура
- Пристань
- Часовня Святого Варнавы
- Церковь Святого Филиппа Говарда

## Галерея

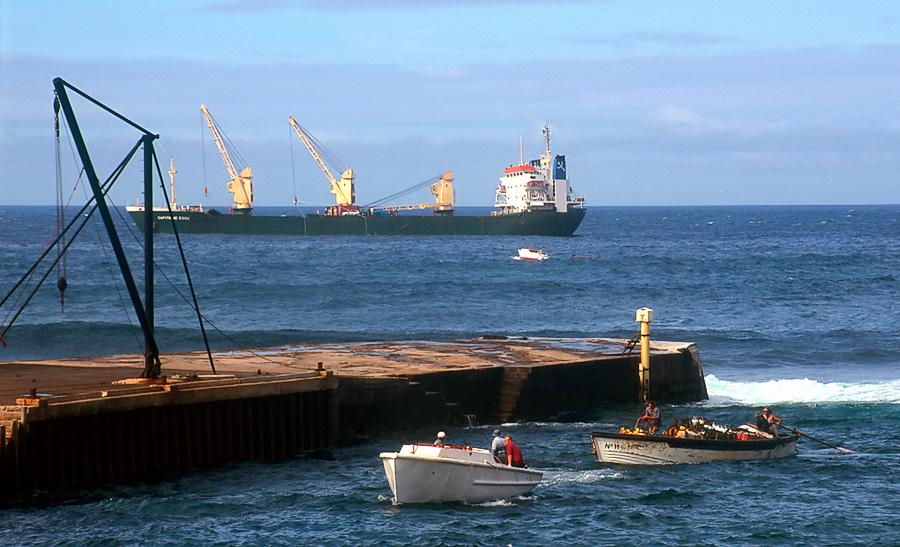
Пристань для приёма лёгких грузов.
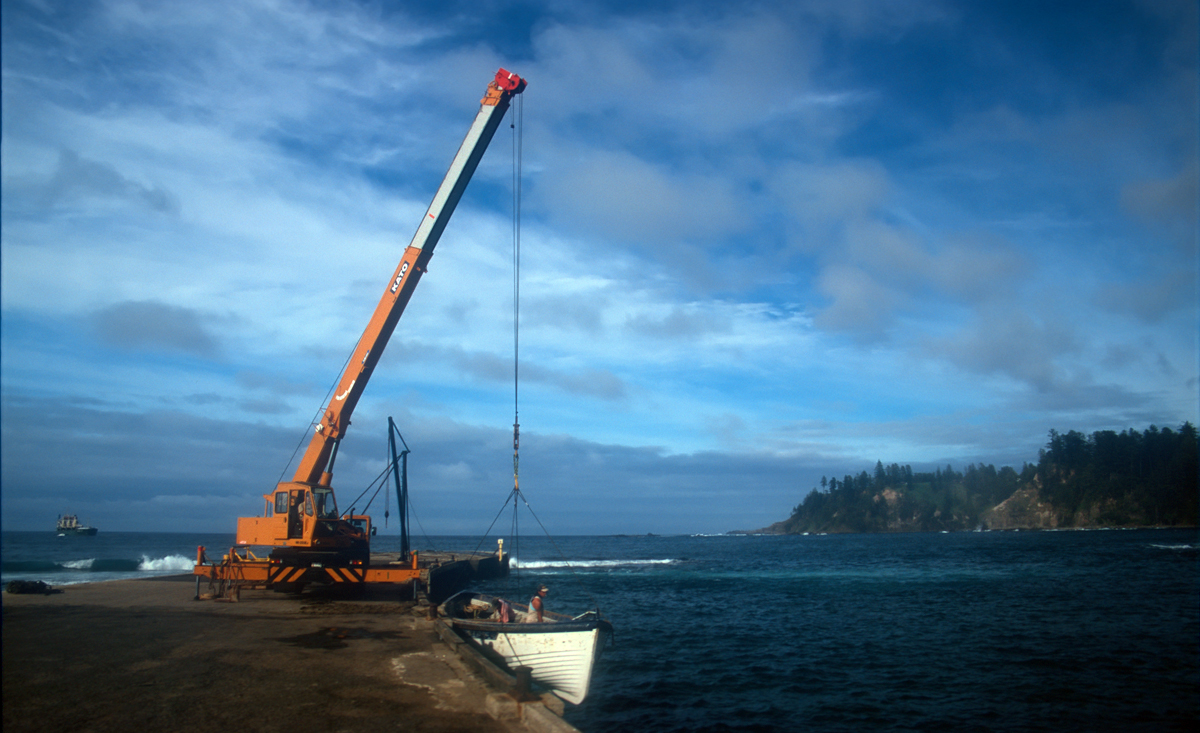
Кран на причале для приёма лёгких грузов.
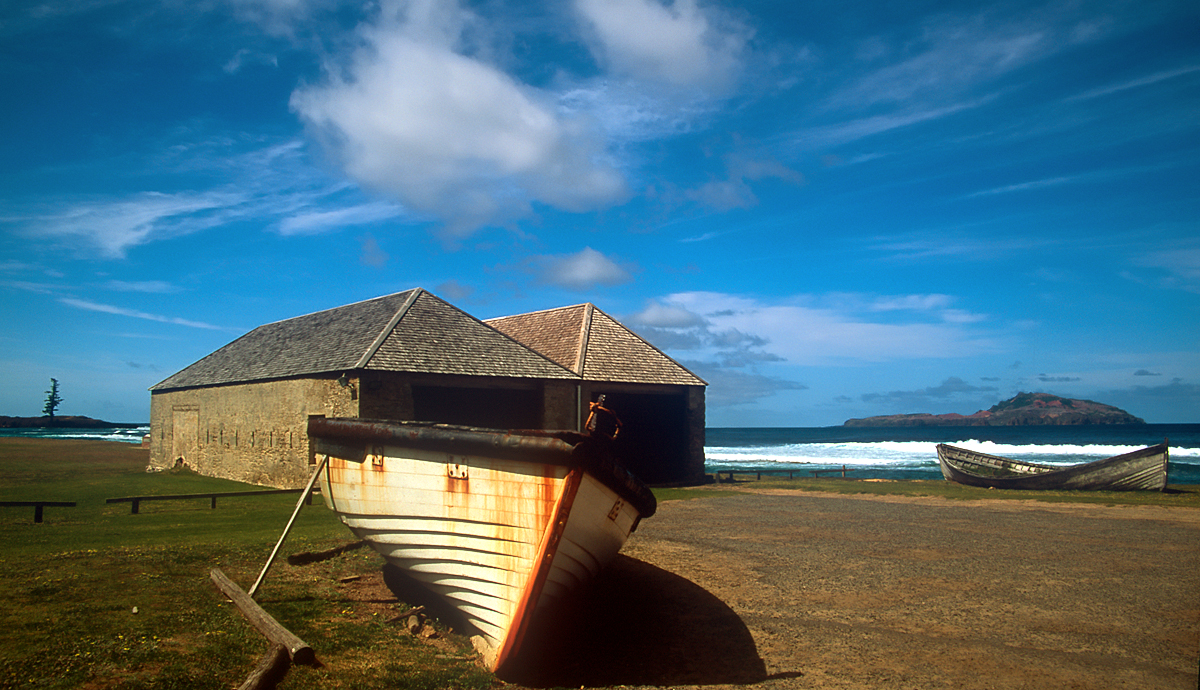
Старые лодки.